# NGC 2082
NGC 2082 este o galaxie spirală situată în constelația Peștele de Aur. A fost descoperită în 30 noiembrie 1834 de către John Herschel. Se află la o distanță de 15,11 megaparseci de Pământ.